# Вест Лејк Самамиш (Вашингтон)
Вест Лејк Самамиш (енгл. West Lake Sammamish) насељено је место без административног статуса у америчкој савезној држави Вашингтон.

## Демографија
По попису из 2000. године број становника је 5.937.
| Група             | 2000.         | 2010.    |
| Белци             | 5.074 (85,5%) | 0 (0,0%) |
| Афроамериканци    | 64 (1,1%)     | 0 (0,0%) |
| Азијати           | 536 (9,0%)    | 0 (0,0%) |
| Хиспаноамериканци | 113 (1,9%)    | 0 (0,0%) |
| Укупно            | 5.937         | 0        |